# Schwedische Verfassung von 1809
Die schwedische Verfassung von 1809 (schwedisch Regeringsformen) war die zwischen 1809 und 1974 gültige Verfassung des Königreichs Schweden. Sie löste die schwedische Verfassung von 1772 nach der vernichtenden Niederlage im Dritten Russisch-Schwedischen Krieg ab.
Als Folge des Krieges wurde König Gustav IV. Adolf am 13. März 1809 durch einen Staatsstreich gestürzt und an seine Stelle dessen Onkel als König Karl XIII. gewählt. Der Reichstag nahm die neue Verfassung am 6. Juni 1809 an.

## Hintergrund
Der schwedische Adel nutzte die Gelegenheit der Niederlage, die Regeln des ganz auf den König zugeschnittenen politischen Systems der Verfassung von 1772/1789 abzuschütteln. Die Rolle des Königs wurde deutlich geschwächt, diejenige des Ständeparlamentes gestärkt. Die Verfassung knüpfte damit an die Zeit zwischen 1719 und 1772 an, in der das Parlament eine wesentliche Rolle gespielt hatte. Diese Gewichtsverschiebung innerhalb der staatlichen Mächte entsprach mit der Trennung der Aufgaben der Exekutive (König) und der Legislative (Parlament) gleichzeitig dem Zeitgeist.

## Reformen
Im Laufe der Zeit erfolgten eine Reihe von Reformen.
- 1866 wurde eine Parlamentsreform durchgeführt. Das bisher aus den vier Ständen zusammengesetzte Haus wurde durch ein Zweikammersystem ersetzt.
- 1876 wurde das Amt des Premierministers eingeführt.
- 1907 wurde das allgemeine und gleiche Wahlrecht für Männer eingeführt; 1919 wurde es auf die Frauen ausgeweitet.
- 1917 wurde nach dem starken Anwachsen der Sozialistischen Partei in den Wahlen zur zweiten Parlamentskammer eine liberal-sozialistische Koalitionsregierung gebildet. Damit wurde das Land faktisch zu einer parlamentarischen Monarchie, auch wenn sich dies formalrechtlich nicht im Verfassungstext niederschlug.
- 1971 wurde der Reichstag in das heutige Einkammerparlament umgewandelt.

1975 wurde die Verfassung durch die heute gültige Verfassung von 1974 abgelöst.